# Ménil-Vin

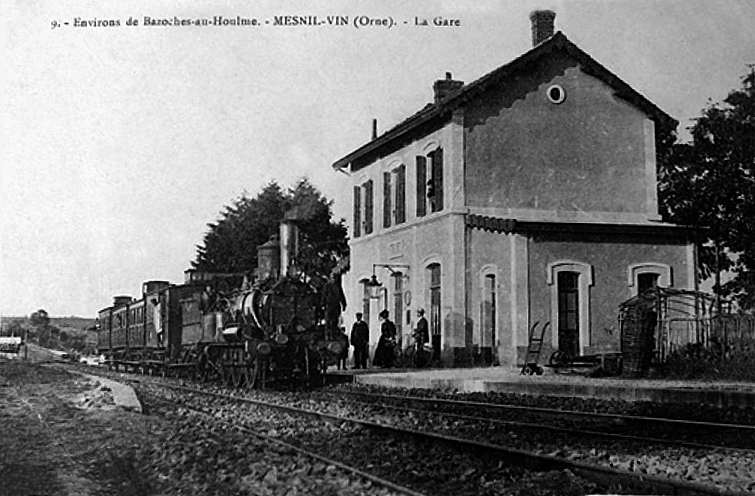
Der Bahnhof um 1900

Ménil-Vin audioⓘ ist eine französische Gemeinde mit 48 Einwohnern (Stand 1. Januar 2022) im Département Orne in der Region Normandie.

## Geografie
Ménil-Vin liegt 21 Kilometer nordöstlich der Stadt Flers. Der Ort befindet sich direkt nördlich der Baize. Diese bildet in der Region die natürliche Grenze zwischen den Départements Orne und Calvados, wobei die im Norden gelegenen Gemeinden in der Regel zum Département Calvados gehören. Ménil-Vin bildet dabei eine Ausnahme. Neben der Baize durchfließen zwei weitere kleine Flüsse die Gemeinde. Zum Gemeindegebiet gehören die drei Weiler La Vigne, Canteloup und Le Moulin.
Die Nachbargemeinden von Ménil-Vin sind Les Loges-Saulces im Norden, Bazoches-au-Houlme und Ménil-Hermei im Süden, Les Isles-Bardel im Westen und Rapilly im Nordwesten.

## Geschichte und Kultur
Eine Walkmühle aus dem Mittelalter deutet darauf hin, dass zu der Zeit Schafzucht und Weberei wichtige Wirtschaftszweige für die Gemeinde waren. 1873 wurde die Gemeinde an das Eisenbahnnetz angeschlossen. Nahe dem Weiler Canteloup wurde ein Hügel untertunnelt und der Bach Boulaire wurde mit einer Brücke überspannt. Die Schienen wurden 1918 aus Verteidigungsgründen während des Ersten Weltkriegs demontiert, die Brücke 1959 zerstört.

### Die Kirche
Laut einer Legende sollte die Dorfkirche zunächst auf einem kleinen Hügel errichtet wurden. Angeblich wurden die bereits gesetzten Steine jedoch wieder entfernt, woraufhin man sich entschied, die Kirche an ihrem heutigen Standpunkt zu errichten. Sie trägt den Namen Saint-Pierre. Die ältesten noch erhaltenen Elemente stammen aus dem 10. oder 11. Jahrhundert. Der Glockenturm besteht aus verschiedenen Gesteinen und besitzt ein Schieferdach. Auf der Nordseite befindet sich eine Sonnenuhr.

### Zuordnung zum Département Orne
Die Bildung der Départements im Jahr 1790 löste Widerstand in zur Département Calvados gehörenden Stadt Falaise aus, die durch die Grenzziehung ihren Einfluss in den Gemeinden des Départements Orne gefährdet sah. Sie forderten die Orne als Grenze. Tatsächlich wurde aber die Baize zur Grenze. Weil die Gemeinde keinen Einspruch einlegte, verblieb sie dort. 1820 forderte Falaise erneut die Zuordnung von 33 Gemeinden zum Département Calvados. Damals wehrten sich die Gemeinden dagegen, 1832 erklärten sich jedoch einige Gemeinden dazu bereit, darunter vermutlich auch Ménil-Vin. Dies wurde allerdings abgelehnt.

### Bevölkerungsentwicklung
| Jahr      | 1962 | 1968 | 1975 | 1982 | 1990 | 1999 | 2009 | 2018 |
| Einwohner | 67   | 61   | 61   | 71   | 65   | 64   | 63   | 52   |